# Кућа Трговине
Кућа Трговине (шп. Casa de Contratación) или Кућа Трговине са Индијом (шп. Casa de la Contratación de las Indias), основана почетком 16. века, била је огранак шпанске државне благајне задужен за трговину са Америком.

## Историја
Кућа Трговине са Индијом основана је 1. јануара 1503. у Севиљи под председништвом краљевског саветника за Индију, кардинала Хуана Родригеза де Фонсеке. Она је регулисала царине, издавала дозволе за путовање, трговину, истраживање, навигацију, ковање новца и спроводила трговинско правосуђе у шпанским колонијама у Америци. Ова установа имала је веома широка овлашћења и представљала је најважнији орган власти у колонијама све док цар Карло V није основао краљевски Савет за Индију (шп. Consejo de lndias) 1524. године.